# Lista utraconych okrętów podwodnych United States Navy

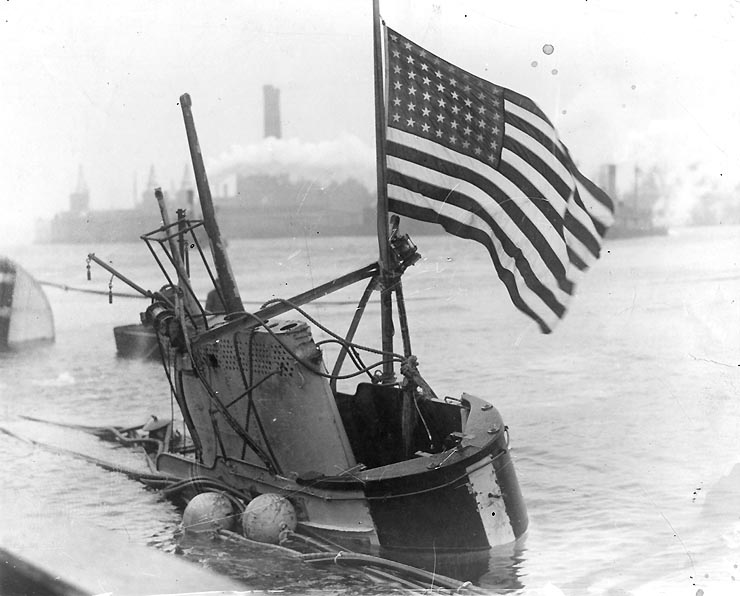
USS S-4 (SS-109) po wydobyciu, z banderą podniesioną celem oddania honorów poległej załodze.

Zestawienie okrętów podwodnych marynarki wojennej Stanów Zjednoczonych, które zostały utracone w wyniku działań wojennych, bądź też zatonęły z innych przyczyn. Od początku oficjalnego wykorzystywania okrętów podwodnych marynarka amerykańska utraciła 65 jednostek, co w większości przypadków wiązało się ze śmiercią całej załogi, bądź też jej części. Niektóre okręty zostały utracone w wyniku zjawisk meteorologicznych, inne z powodu różnorakich awarii technicznych lub błędów ludzkich, część natomiast utracono w wyniku działań wojennych prowadzonych przez przeciwnika.

## Przed II wojną światową
Przed wybuchem II wojny światowej Marynarka wojenna Stanów Zjednoczonych utraciła łącznie dziewięć okrętów podwodnych. Cztery jednostki zatonęły w wyniku kolizji z inną jednostką pływającą, trzy okręty podwodne zatonęły na skutek różnego rodzaju awarii technicznych, pozostałe dwa zostały utracone w wyniku błędów ludzkich lub niekorzystnych warunków pogodowych.
|                  | Typ   | Data                 | Lokalizacja     | Przyczyna   | Liczba ofiar |
| ---------------- | ----- | -------------------- | --------------- | ----------- | ------------ |
| Alligator        |       | 2 kwietnia 1863      | Outer Banks     | Sztorm      | 0            |
| F-4 (SS-23)      | F     | 25 marca 1915        | Honolulu        | Awaria      | 21           |
| F-1 (SS-20)      | F     | 17 grudnia 1917      | San Diego       | Kolizja     | 19           |
| H-1 (SS-28)      | H     | 12 marca 1920        | Baja California | Skały       | 4            |
| O-5 (SS-66)      | O-1   | 28 października 1923 | Kanał Panamski  | Kolizja     | 3            |
| O-9 (SS-70)      | O-1   | 20 czerwca 1941      | Portsmouth      | Awaria      | 33           |
| S-4 (SS-109)     | S-3   | 17 grudnia 1927      | Provincetown    | Kolizja     | 40           |
| S-5 (SS-110)     | S-3   | 1 września 1920      | Zatoka Delaware | Błąd ludzki | 0            |
| S-51 (SS-162)    | S-48  | 25 września 1925     | Block Island    | Kolizja     | 33           |
| Squalus (SS-192) | Sargo | 23 maja 1939         | Portsmouth      | Awaria      | 26           |

## Podczas II wojny światowej

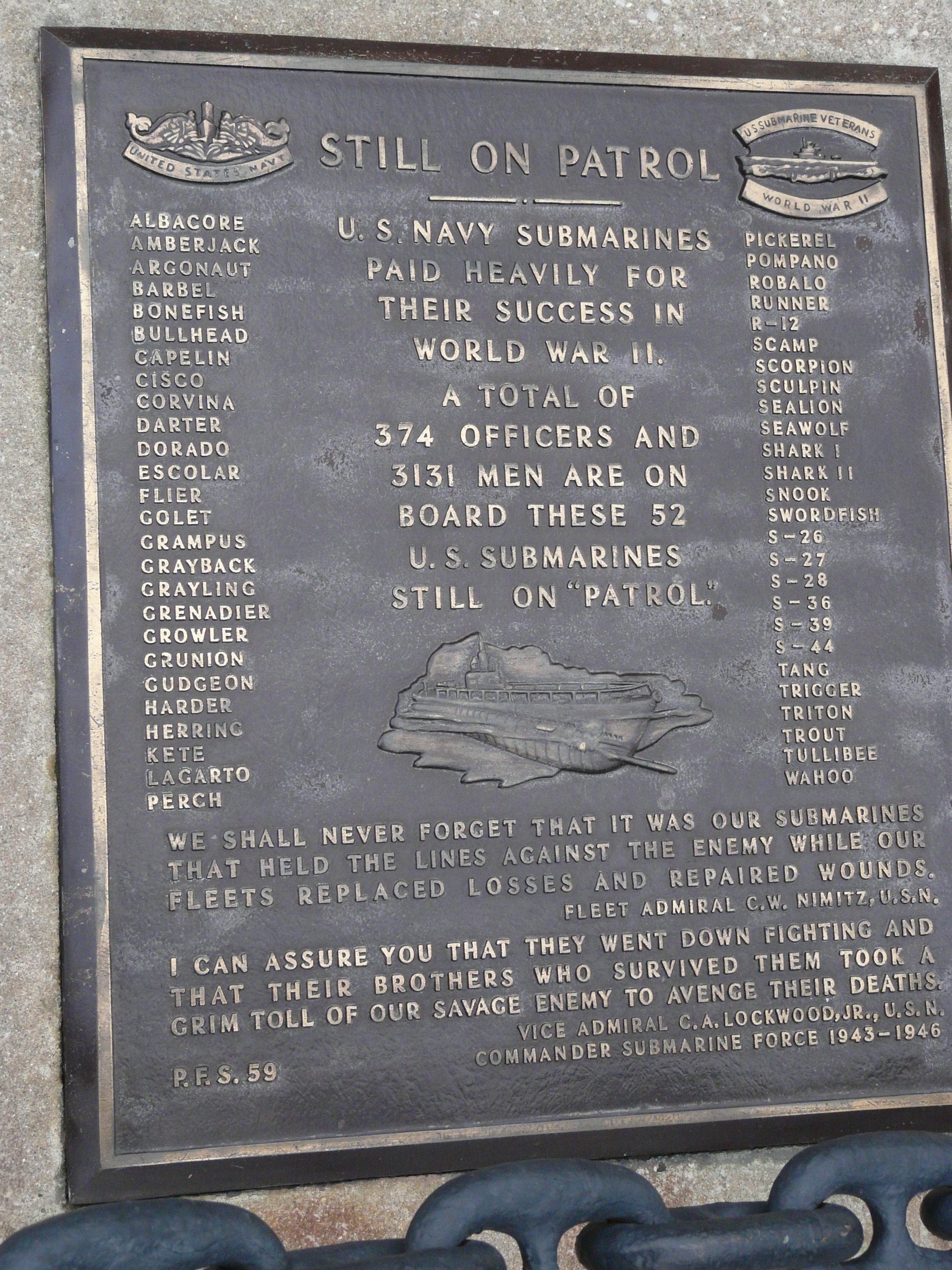
Tablica upamiętniająca okręty podwodne United States Navy utracone podczas II wojny światowej.

Podczas II wojny światowej japońska flota handlowa utraciła 8,1 miliona ton pojemności statków, z czego 4,9 miliona ton (60%) stanowiły straty zadane przez amerykańskie okręty podwodne. Marynarka amerykańska utraciła jednak 52 okręty podwodne. Dwa z nich USS Dorado (SS-248) i USS Seawolf (SS-197) zostały zniszczone w wyniku ostrzału przez jednostki własne, USS S-26 (SS-131) zatonął w wyniku kolizji, 5 jednostek osiadło na mieliźnie, 5 okrętów wpadło (bądź prawdopodobnie wpadło) na minę, USS R-12 (SS-89) zatonął na skutek zalania okrętu przez wodę dostającą się poprzez wyrzutnię torpedową (przyczyny nie zostały ustalone), 2 okręty zostały prawdopodobnie zatopione przez własną torpedę, los 4 okrętów jest nieznany, pozostałe zaś okręty zostały zatopione w wyniku działania nieprzyjacielskiego lotnictwa i floty, w tym ataków kombinowanych okrętów i samolotów. W czasie wojny na Pacyfiku w amerykańskiej flocie podwodnej służyło 16 000 oficerów i marynarzy. Podczas działań podwodnych na tym akwenie oraz na obszarze Atlantyku, zginęło 375 oficerów i 3131 marynarzy co stanowiło 22% składu osobowego floty podwodnej. Stanowiło to najniższy wskaźnik ofiar wśród wszystkich głównych flot podwodnych zaangażowanych w wojnę, zarazem jednak najwyższy odsetek ofiar działań wojennych wśród wszystkich rodzajów amerykańskich sił zbrojnych.
Zamieszczona niżej tabela stanowi zestawienie amerykańskich okrętów podwodnych utraconych z różnych przyczyn podczas drugiej wojny światowej. W niektórych przypadkach przyczyny lub miejsca zatonięcia okrętu nie są znane bądź do dziś nie zostały bezspornie wyjaśnione, co zaznaczono w zestawieniu przy pomocy symbolu (?).

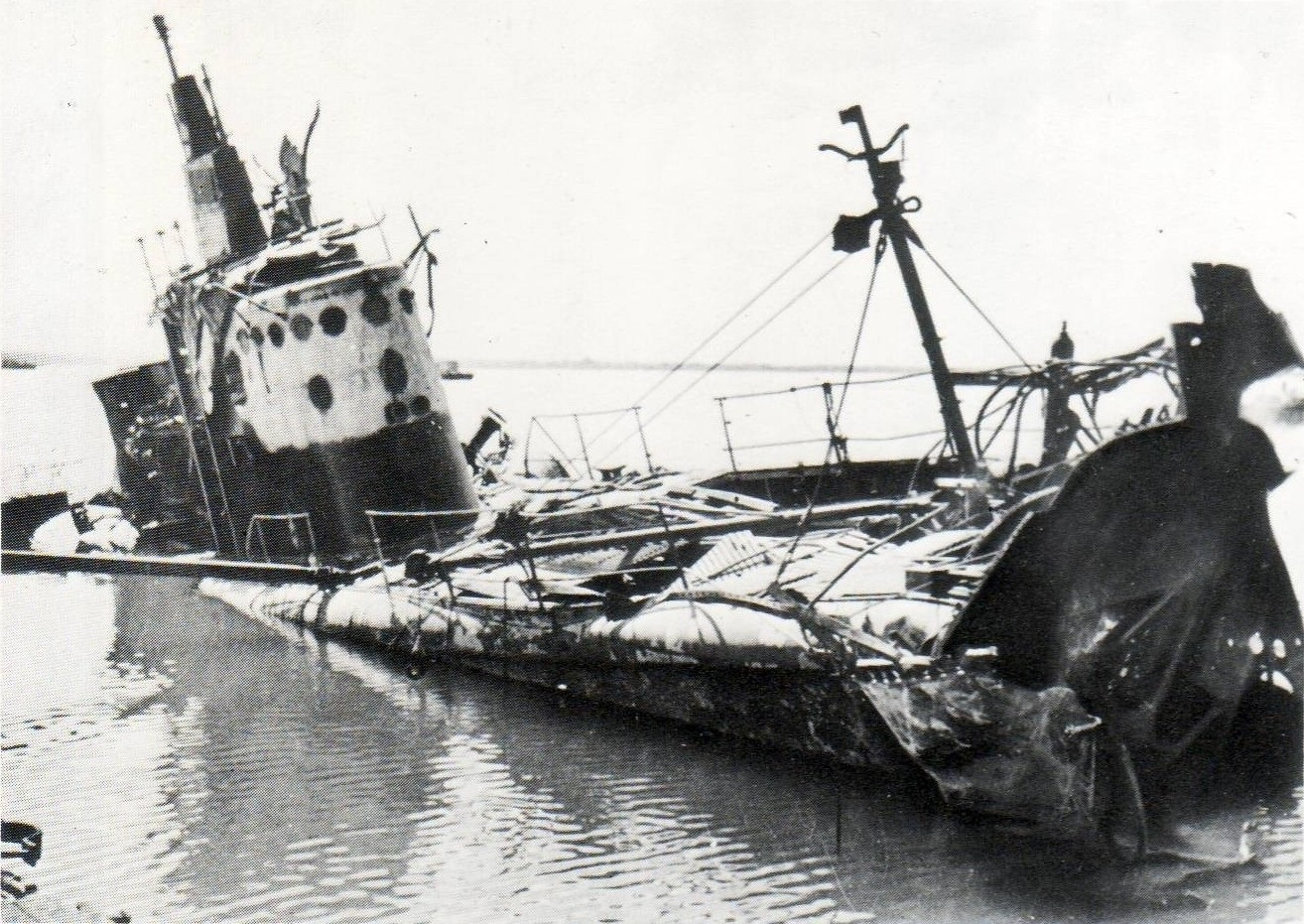
USS Sealion (SS-195) zniszczony w trakcie japońskiego bombardowania stoczni w Cavite na Filipinach.

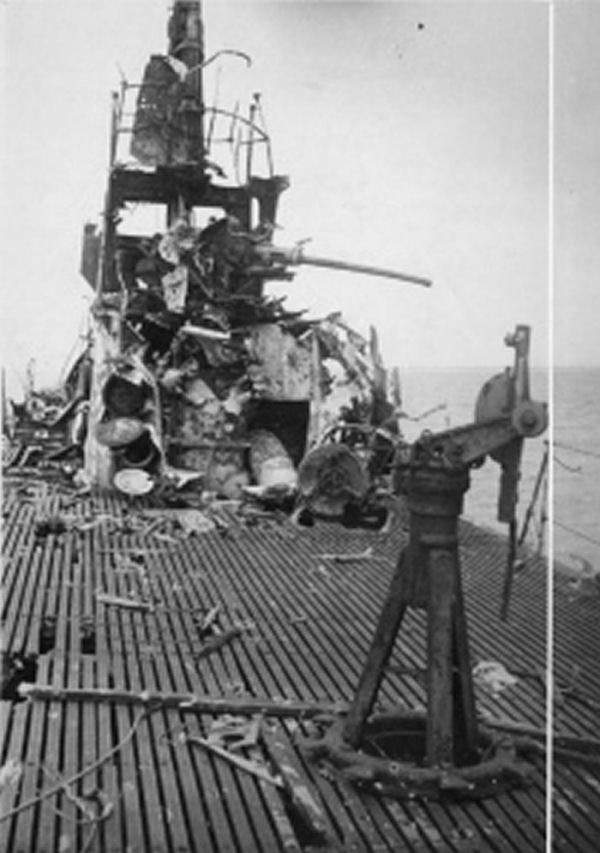
Wrak USS Darter (SS-227), po ostrzale artyleryjskim przez amerykańskie okręty podwodne.

|                    | Typ      | Data                      | Lokalizacja              | Przyczyna             | Liczba ofiar |
| ------------------ | -------- | ------------------------- | ------------------------ | --------------------- | ------------ |
| Sealion (SS-195)   | Sargo    | 10 grudnia 1941           | Cavite, Filipiny         | Atak powietrzny       | 1            |
|                    |          |                           |                          |                       |              |
| S-36 (SS-141)      | S-1      | 20 stycznia 1942          | Cieśnina Makasarska      | Mielizna              | 0            |
| S-26 (SS-131)      | S-1      | 24 stycznia 1942          | Zatoka Panamska          | Kolizja               | 46           |
| Shark (SS-174)     | Porpoise | luty 1942                 | Cieśnina Makasarska      | Atak nawodny          | 58           |
| Perch (SS-176)     | Porpoise | 3 marca 1942              | Morze Jawajskie          | Atak nawodny          | 0            |
| S-27 (SS-132)      | S-1      | 19 czerwca 1942           | Aleuty                   | Mielizna              | 0            |
| Grunion (SS-216)   | Gato     | lipiec-sierpień 1942      | Aleuty                   | Nieznana              | 70           |
| S-39 (SS-144)      | S-1      | 16 sierpnia 1942          | Wyspa Rossela            | Mielizna              | 0            |
|                    |          |                           |                          |                       |              |
| Argonaut (SS-166)  | Argonaut | 10 stycznia 1943          | Morze Salomona           | Atak niszczycieli     | 105          |
| Amberjack (SS-219) | Gato     | 16 lutego 1943            | Morze Salomona           | Atak powietrzny       | 74           |
| Grampus (SS-207)   | Tambor   | 5 marca 1943              | Morze Koralowe           | Atak nawodny          | 71           |
| Triton (SS-201)    | Tambor   | 15 marca 1943             | Nowa Gwinea              | Atak nawodny          | 74           |
| Pickerel (SS-177)  | Porpoise | 3 kwietnia 1943           | Honsiu                   | Atak nawodny          | 74           |
| Grenadier (SS-210) | Tambor   | 22 kwietnia 1943          | Półwysep Malajski        | Atak powietrzny       | 0            |
| Runner (SS-275)    | Gato     | maj-lipiec 1943           | Honsiu                   | Mina (?)              | 78           |
| R-12 (SS-89)       | R-1      | 12 czerwca 1943           | Key West                 | Nieznana              | 42           |
| Grayling (SS-209)  | Tambor   | sierpień-wrzesień 1943    | Morze Południowochińskie | Nieznana              | 76           |
| Pompano (SS-181)   | Porpoise | sierpień-wrzesień 1943    | Honsiu                   | Mina/Atak nawodny (?) | 76           |
| Cisco (SS-290)     | Balao    | 28 września 1943          | Morze Sulu               | Atak powietrzny (?)   | 76           |
| S-44 (SS-155)      | S-42     | 7 października 1943       | Morze Ochockie           | Atak nawodny          | 55           |
| Wahoo (SS-238)     | Gato     | 11 października 1943      | Cieśnina La Pérouse’a    | Atak kombinowany      | 80           |
| Dorado (SS-248)    | Gato     | 12 października 1943      | Kanał Panamski           | Nieznana              | 76           |
| Corvina (SS-226)   | Gato     | 16 listopada 1943         | Karoliny                 | Atak podwodny         | 82           |
| Sculpin (SS-191)   | Sargo    | 19 listopada 1943         | Karoliny                 | Atak nawodny          | 12           |
| Capelin (SS-289)   | Balao    | 9 grudnia 1943            | Morze Celebes            | Atak nawodny (?)      | 78           |
|                    |          |                           |                          |                       |              |
| Scorpion (SS-278)  | Gato     | styczeń-luty 1944         | Morze Wschodniochińskie  | Mina (?)              | 76           |
| Grayback (SS-208)  | Tambor   | 26 lutego 1944            | Morze Wschodniochińskie  | Atak kombinowany      | 80           |
| Trout (SS-202)     | Tambor   | luty 1944                 | Morze Filipińskie        | Atak nawodny          | 80           |
| Tullibee (SS-284)  | Gato     | 26 marca 1944             | Karoliny                 | Własna torpeda        | 79           |
| Gudgeon (SS-211)   | Tambor   | 12 maja 1944              | Mariany                  | Atak kombinowany      | 78           |
| Herring (SS-233)   | Gato     | 1 czerwca 1944            | Wyspy Kurylskie          | Atak nawodny          | 84           |
| Golet (SS-361)     | Balao    | 14 czerwca 1944           | Honsiu                   | Atak nawodny          | 82           |
| S-28 (SS-133)      | S-1      | 4 lipca 1944              | Hawaje                   | Nieznana              | 50           |
| Robalo (SS-273)    | Gato     | 26 lipca 1944             | Morze Południowochińskie | Mina (?)              | 78           |
| Flier (SS-250)     | Gato     | 13 sierpnia 1944          | Morze Południowochińskie | Mina                  | 78           |
| Harder (SS-257)    | Gato     | 24 sierpnia 1944          | Pangasinan               | Atak nawodny          | 79           |
| Seawolf (SS-197)   | Sargo    | 3 października 1944       | Nowa Gwinea              | Ogień bratobójczy (?) | 99           |
| Darter (SS-227)    | Gato     | 24 października 1944      | Palawan                  | Mielizna              | 0            |
| Shark (SS-314)     | Balao    | październik-listopad 1944 | Formoza                  | Atak nawodny          | 87           |
| Tang (SS-306)      | Balao    | 24 października 1944      | Cieśnina Tajwańska       | Własna torpeda        | 78           |
| Escolar (SS-294)   | Balao    | wrzesień–październik 1944 | Morze Żółte              | Mina/Atak nawodny (?) | 82           |
| Albacore (SS-218)  | Gato     | 7 listopada 1944          | Wyspy Japońskie          | Mina                  | 86           |
| Growler (SS-215)   | Gato     | 8 listopada 1944          | Morze Południowochińskie | Atak nawodny (?)      | 85           |
| Scamp (SS-277)     | Gato     | 11 listopada 1944         | Wyspy Japońskie          | Atak kombinowany      | 83           |
|                    |          |                           |                          |                       |              |
| Swordfish (SS-193) | Sargo    | 12 stycznia 1945          | Okinawa                  | Atak nawodny          | 89           |
| Barbel (SS-316)    | Balao    | 4 lutego 1945             | Palawan                  | Atak powietrzny       | 81           |
| Kete (SS-369)      | Balao    | marzec 1945               | Riukiu                   | Nieznana              | 87           |
| Trigger (SS-237)   | Gato     | 28 marca 1945             | Morze Wschodniochińskie  | Atak kombinowany      | 89           |
| Snook (SS-279)     | Gato     | kwiecień 1945             | Formoza                  | Nieznana              | 84           |
| Lagarto (SS-371)   | Balao    | 3 maja 1945               | Zatoka Tajlandzka        | Atak nawodny          | 85           |
| Bonefish (SS-223)  | Gato     | 18 czerwca 1945           | Wyspy Japońskie          | Atak nawodny          | 85           |
| Bullhead (SS-332)  | Balao    | 6 sierpnia 1945           | Bali                     | Atak powietrzny       | 84           |

## Po II wojnie światowej

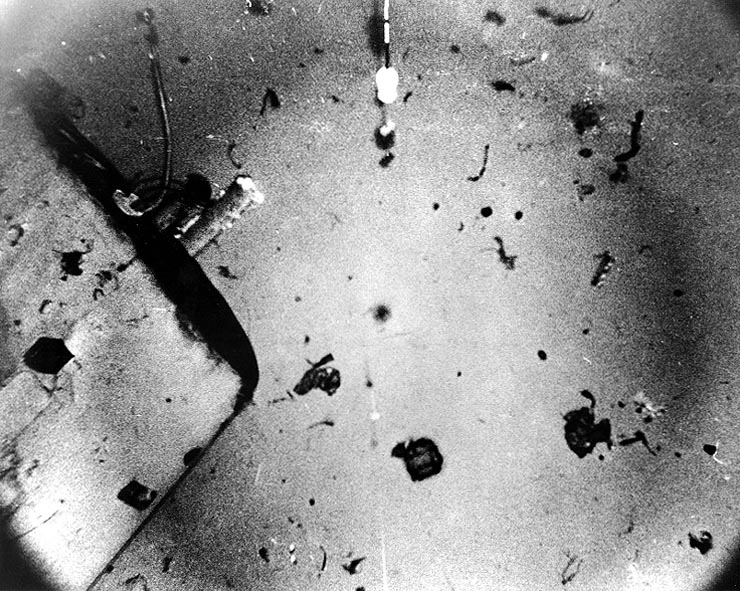
Kiosk USS Scorpion (SSN-589) na dnie oceanu.

Po zakończeniu drugiej wojny światowej działania podwodne zdominowane zostały przez zimnowojenny wyścig zbrojeń, mający swe odbicie także w dążeniu do osiągnięcia przewagi technologicznej nad potencjalnym przeciwnikiem. Sytuacja taka sprzyjała popełnianiu błędów w trakcie konstruowania okrętów podwodnych, co zwiększało ryzyko ich utraty. W tym czasie marynarka wojenna Stanów Zjednoczonych utraciła cztery jednostki: dwie z przyczyn technicznych, jedną z powodu kolizji z innym okrętem, ostatni zaś przypadek – utrata USS Scorpion (SSN-589), pozostaje niewyjaśniony i jest jedną z najbardziej tajemniczych katastrof w dziejach amerykańskiej floty podwodnej.
|                      | Typ      | Data             | Lokalizacja | Przyczyna | Liczba ofiar |
| -------------------- | -------- | ---------------- | ----------- | --------- | ------------ |
| Cochino (SS-345)     | Balao    | 29 sierpnia 1949 | Norwegia    | Awaria    | 6            |
| Stickleback (SS-415) | Balao    | 29 maja 1958     | Hawaje      | Kolizja   | 0            |
| Thresher (SSN-593)   | Thresher | 10 kwietnia 1963 | Cape Cod    | Awaria    | 129          |
| Scorpion (SSN-589)   | Skipjack | 5 czerwca 1968   | Azory       | Nieznana  | 99           |